# Lucrezia Marinella

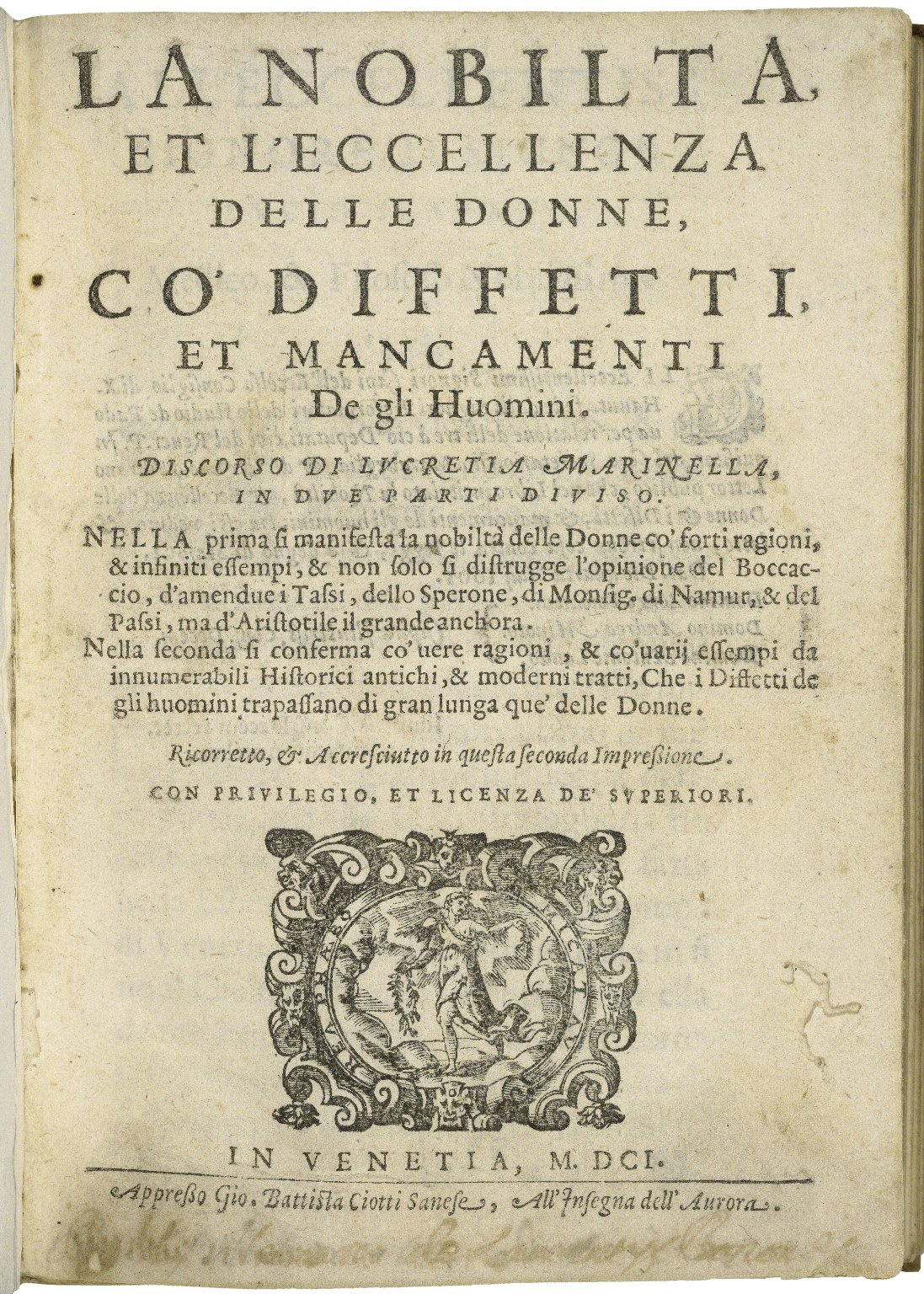

Lucrezia Marinella, född 1571, död 1653, var en italiensk poet, filosof och författare. Hon skrev romaner och dikter och deltog i den samtida filosofiska samhällsdebatten. 
Hon är främst känd för La nobiltà et l'eccellenza delle donne co' diffetti et mancamenti de gli uomini. Discorso di Lucrezia Marinella in due parti diviso, där hon vände på samtidens åsikt om att män var överlägsna kvinnor genom att hävda att det i stället var tvärtom. 